# Saint-Gérand
För andra betydelser, se Saint-Gérand (olika betydelser).
Saint-Gérand är en kommun i departementet Morbihan i regionen Bretagne i nordvästra Frankrike. Kommunen ligger i kantonen Pontivy som tillhör arrondissementet Pontivy. År 2018 hade Saint-Gérand 1 126 invånare.

## Befolkningsutveckling
Antalet invånare i kommunen Saint-Gérand
| Referens: INSEE |